# البراكين في غرب كندا
يشمل علم البراكين في غرب كندا تدفقات الحمم البركانية، وهضاب الحمم البركانية، وقباب الحمم البركانية، والأقماع الرمادية، والبراكين الستراتوفانية، والبراكين الواقية، وأحزمة الحجر الأخضر، والبراكين المغمورة، والأشجار البركانية، إلى جانب أمثلة من الأشكال البركانية الأقل شيوعًا مثل التلال تحت الجليدية.